# Crotalaria pseudospartium
Crotalaria pseudospartium är en ärtväxtart som beskrevs av Baker f.. Crotalaria pseudospartium ingår i släktet sunnhampor, och familjen ärtväxter. Inga underarter finns listade i Catalogue of Life.